# Episinus nubilus
Episinus nubilus är en spindelart som beskrevs av Takeo Yaginuma 1960. Episinus nubilus ingår i släktet Episinus och familjen klotspindlar. Inga underarter finns listade i Catalogue of Life.